# Großdemonstration bei Brokdorf

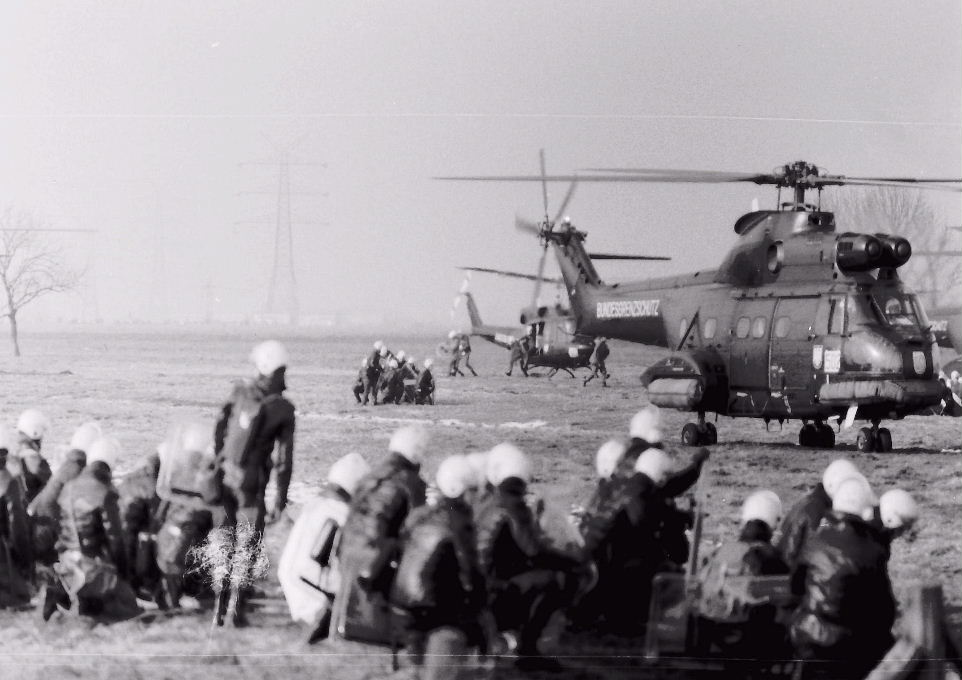
Polizeieinsatz bei der Großdemonstration bei Brokdorf am 28. Februar 1981

Die Großdemonstration bei Brokdorf fand am 28. Februar 1981 in der Wilstermarsch nahe Brokdorf in Schleswig-Holstein statt. Die von Bürgerinitiativen aus der Anti-AKW-Bewegung organisierte Versammlung richtete sich gegen den Bau des Kernkraftwerks Brokdorf. Sie erfolgte trotz eines gerichtlich bestätigten Versammlungsverbotes unter Teilnahme von etwa 50.000 bis 100.000 Demonstranten und galt bis dahin als größte Demonstration gegen die Nutzung von Kernenergie in der Bundesrepublik. Die große Mehrheit der Demonstranten verhielt sich friedlich, während es durch etwa 3000 militante Personen zu Ausschreitungen kam.
1985 erklärte das Bundesverfassungsgericht im Brokdorf-Beschluss das Versammlungsverbot von 1981 für unzulässig.

## Vorgeschichte
1972 beschloss die Kraftwerk Union ein Kernkraftwerk bei Brokdorf zu errichten. Die Bauarbeiten dazu begannen 1975. Aufgrund zahlreicher Einsprüche verhängte das Verwaltungsgericht Schleswig 1976 einen kurzfristigen Baustopp. In diesem Jahr setzten Demonstrationen der Anti-AKW-Bewegung gegen das Bauvorhaben ein. Zur ersten Großdemonstration kam es im Oktober 1976 unter Teilnahme von rund 5000 Demonstranten, von denen etwa 1000 Personen kurzfristig den Bauplatz besetzten.
Im November 1976 führten Bürgerinitiativen eine weitere Demonstration durch, an der sich etwa 30.000 Menschen beteiligten. Im Gegensatz zur Demonstration vom Oktober 1976 kam es zu gewalttätigen Auseinandersetzungen zwischen der Polizei und Demonstranten, bei denen 81 Polizeibeamte und etwa 500 Demonstrierende verletzt wurden. Das Ereignis wird als Brokdorf II-Demonstration oder als Schlacht um Brokdorf bezeichnet.
Anfang 1977 entschied das Verwaltungsgericht Schleswig über einen generellen Baustopp am Kernkraftwerk. Kurz danach demonstrierten am 19. Februar 1977 in Itzehoe etwa 30.000 Menschen gegen das Bauvorhaben, während sich eine gleich große Menge aus der K-Gruppen-Fraktion bei Brokdorf versammelte. Das Ereignis wird als Brokdorf III-Demonstration bezeichnet.
Nachdem Ende 1980 eine Teilerrichtungsgenehmigung für den Bau des Kernkraftwerkes erteilt worden war, kam es zu einer Demonstration  gegen einen erneuten Baubeginn. Daran beteiligten sich etwa 10.000 Menschen.

## Versammlungsverbot
Anfang 1981 hob das Oberverwaltungsgericht Lüneburg den Baustopp für das KKW Brokdorf auf und die Bauarbeiten wurden nach mehrjähriger Unterbrechung am 6. Februar 1981 wieder aufgenommen. Daraufhin kündigten 50 Organisationen von Kernkraftgegnern am 14. Februar 1981 eine Großdemonstration für den 28. Februar 1981 an. Brokdorf wurde innerhalb der Anti-Atomkraft-Bewegung zum „Symbol des Widerstandes“. Der Landrat des Kreises Steinburg erließ am 23. Februar 1981 eine Allgemeinverfügung, nach der alle gegen das Kernkraftwerk gerichtete Demonstrationen am Bauplatz und in der gesamten Wilstermarsch verboten waren. Begründet wurde das Verbot damit, dass keine Anmeldung erfolgt sei und im Falle einer Anmeldung die Versammlung wegen zu erwartender unfriedlicher Aktionen hätte untersagt werden müssen. Untermauert wurde dies durch Zeitungsberichte, Flugblätter verschiedener Gruppierungen und Erfahrungen bei vorangegangenen Demonstrationen. Zudem führten gewaltfreie Aktionsgruppen aus dem gesamten Bundesgebiet zwischen dem 18. und dem 25. Februar 1981 Sitzblockaden gegen den Bauplatz des Kernkraftwerkes durch.
Nachdem die Veranstalter der Demonstration gegen die Allgemeinverfügung Widerspruch eingelegt hatten, hob das Verwaltungsgericht Schleswig das Versammlungsverbot am 27. Februar 1981 größtenteils auf. Dagegen legten der Landrat des Kreises Steinburg und andere Beteiligte beim Oberverwaltungsgericht Lüneburg Beschwerde ein. In der Nacht zum 28. Februar 1981 setzte das Gericht das Demonstrationsverbot für die gesamte Region wieder in Kraft, als sich bereits Demonstranten aus dem gesamten Bundesgebiet auf der Anreise befanden. Noch in der Nacht legten die  Veranstalter der Demonstration Verfassungsbeschwerde gegen die Entscheidung ein. Ihr beim Bundesverfassungsgericht gestellter Antrag auf Erlass einer einstweiligen Anordnung blieb erfolglos.

## Ablauf
Am Morgen des 28. Februar 1981, einem Tag mit Minusgraden und Ostwind, reisten trotz des bestehenden Versammlungsverbotes Menschen deutschlandweit in Richtung der Wilstermarsch an. Die Polizei hatte zur Durchsetzung des Verbots weiträumig Straßensperren errichtet. Bereits in Niedersachsen wurden Autobahnen gesperrt, wie die BAB 1 bei Sittensen und die BAB 7 am Horster Dreieck. Während sich am Horster Dreieck lange Staus aufbauten, umfuhr ein Konvoi von etwa 800 Fahrzeugen mit Teilnehmern aus Bremen die Sperre auf der Autobahn durch Ausweichen auf eine Bundesstraße. Im Umfeld von Brokdorf wurden einzelne Straßensperren von anreisenden Demonstranten angegriffen und überlaufen, wie z. B. in Itzehoe durch etwa 3000 Personen.
Am Vormittag fand in Wilster eine Auftaktkundgebung des Bundesverbandes Bürgerinitiativen Umweltschutz (BBU) mit etwa 10.000 Teilnehmern statt. Anschließend begaben sich die Demonstranten trotz Polizeisperren in Richtung des Baugeländes des Kernkraftwerkes Brokdorf. Auch auf anderen Wegen näherten sich angereiste Demonstranten dem Gelände, was einen mindestens fünf Kilometer langen Fußmarsch erforderte. Gegen Mittag habe die Zahl der Demonstranten im Kreis Steinburg nach Einschätzung der Polizei bei 50.000 gelegen, während aus den Reihen von Kernkraftgegnern ihre Zahl auf 100.000 geschätzt wurde. 20.000 Demonstranten sollen bis in die unmittelbare Nähe des Bauzauns gelangt sein, wo der BBU eine Kundgebung abhielt. Nach deren Abschluss, als ein Großteil der Demonstranten bereits den Rückweg angetreten hatte, gingen etwa 3000 militante Demonstranten mit Steinen, Molotow-Cocktails und Wurfgeschossen gegen Polizeibeamte vor. Die Polizei drängte die Demonstranten unter Einsatz von Tränengas, Wasserwerfern und tief fliegenden Hubschraubern vom Baugelände ab. Der schwerwiegendste Zwischenfall ereignete sich auf den Wiesen am Baugelände. Dabei stürzte ein Polizist eines SEK bei der Verfolgung eines mutmaßlichen Steinewerfers in einen Wassergraben. Zwei Demonstranten schlugen ihm mit Knüppel und Spaten den Helm ein. Nach den Verdächtigen wurde wochenlang wegen des Vorwurfs des versuchten Mordes gefahndet, wodurch der Vorfall bundesweite Bekanntheit erlangte. Anhand von Pressefotos wurden zwei Männer identifiziert und wegen gefährlicher Körperverletzung sowie Landfriedensbruchs verurteilt.

## Fazit
Mit der Teilnahme von etwa 50.000 bis 100.000 Demonstranten gilt die Großdemonstration bei Brokdorf als die bis dahin größte Demonstration in der Bundesrepublik. Während sich die große Mehrheit der Demonstranten friedlich verhielt, wurden stellenweise bei Auseinandersetzungen zwischen der Polizei und Demonstranten bürgerkriegsähnliche Verhältnisse beobachtet. Bei über 10.000 eingesetzten Polizeibeamten, darunter Einheiten des Bundesgrenzschutzes mit Großhubschraubern, handelte es sich um den bis dahin größten Polizeieinsatz in der Geschichte der Bundesrepublik. Im Verlauf der Demonstration wurden laut dem Schleswig-Holsteinischen Innenministerium 240 Personen vorübergehend festgenommen. Die Polizei nannte die Zahl von 128 verletzten Polizisten, davon sieben schwer. Laut einem „Sani-Ausschuss“ aus den Reihen der Demonstranten wurden 56 Demonstrierende verletzt.
Die juristischen Auseinandersetzungen um die Demonstration führten 1985 zum Brokdorf-Beschluss des Bundesverfassungsgerichtes, einer Grundsatzentscheidung zum Versammlungsrecht. Darin wurde das Versammlungsverbot von 1981 für unzulässig erklärt. Laut dem Beschluss bleibe die Versammlungsfreiheit friedfertiger Demonstrationsteilnehmer nach Artikel 8 GG auch dann erhalten, wenn mit Ausschreitungen Einzelner oder einer Minderheit zu rechnen ist. Ein Verbot komme erst dann in Betracht, wenn der Veranstalter einen unfriedlichen Verlauf anstrebt oder billigt. Seitens der Behörden sind alle Mittel auszuschöpfen, um friedlichen Demonstranten eine Verwirklichung ihres Grundrechts zu ermöglichen.